# 1832
- Wikisource

| Calendário gregoriano                                                        | 1832 MDCCCXXXII                     |
| Ab urbe condita                                                              | 2585                                |
| Calendário arménio                                                           | 1281 – 1282                         |
| Calendário bahá'í                                                            | -12 – -11                           |
| Calendário budista                                                           | 2376                                |
| Calendário chinês                                                            | 4528 – 4529 Início a 2 de fevereiro |
| Calendário copta                                                             | 1548 – 1549                         |
| Calendário etíope                                                            | 1824 – 1825                         |
| Calendários hindus - Vikram Samvat - Calendário nacional indiano - Cáli Iuga | 1887 – 1888 1753 – 1754 4932 – 4933 |
| Calendário Holoceno                                                          | 11832                               |
| Calendário islâmico                                                          | 1248 – 1249                         |
| Calendário judaico                                                           | 5592 – 5593                         |
| Calendário persa                                                             | 1210 – 1211 Início a 21 de março    |
| Calendário rúnico                                                            | 2082                                |
| Calendário solar tailandês                                                   | 2375                                |

1832 (MDCCCXXXII, na numeração romana) foi um ano bissexto do século XIX do actual Calendário Gregoriano, da Era de Cristo, e as suas letras dominicais foram A e G (52 semanas), teve início a um domingo e terminou a uma segunda-feira.
| Ano completo                       |
| ---------------------------------- |
| Ano bissexto com início ao domingo |

## Eventos
- Nomeação do primeiro ministério liberal em Angra do Heroísmo, ilha Terceira, Açores.
- Inicia-se no Brasil (região de Alagoas e Pernambuco) a Guerra dos Cabanos (não confundir com a Cabanagem que eclodiu três anos depois no Pará), revolta dos índios Jacuípe contra o recrutamento forçado.
- A única povoação da Ilha do Corvo, Açores, denominada Nossa Senhora dos Milagres é elevada à categoria de vila, com uma Câmara Municipal independente e passa a denominar-se Vila do Corvo.
- Data de referência a uma antiga ermida na freguesia das Cinco Ribeiras, ilha Terceira, Açores, localizada à Canada do Pilar, e que está na origem da actual Igreja de Nossa Senhora do Pilar, cuja primeira pedra foi benzida em 20 de Maio de 1867.
- Fim do reinado de Dorji Namgyal, Desi Druk do Reino do Butão, reinou desde 1831.
- Inicio do reinado de Adap Thrinley, Desi Druk do Reino do Butão, reinou até 1835.
- Inicio da construção da Igreja de Santo Cristo, localizada na Fajã da Caldeira de Santo Cristo, foi benzida em 10 de Novembro de 1835.[1]

## Janeiro
- 6 de janeiro - Rebeldes invadem e conquistam a cidade de Belém matando o então intendente Lobo dando início à Guerra dos Cabanos (não confundir com a Cabanagem que eclodiu três anos depois no Pará).

## Fevereiro
- 20 de fevereiro - Charles Darwin, a bordo do HMS Beagle, chega a Fernando de Noronha. Permanecerá em solo brasileiro até 5 de julho
- 22 de fevereiro - Chegada do rei D. Pedro IV à ilha de São Miguel, Açores, e festejos em Vila Franca do Campo, ilha de São Miguel, pela chegada de D. Pedro IV.

## Março
- 3 de março - Chegada do rei D. Pedro IV à ilha Terceira, Açores e Dissolução da Regência da Terceira.
- 16 de março - Criação da Prefeitura dos Açores com sede em Angra do Heroísmo, ilha Terceira.
- 16 de março - Festejos em Angra, Terceira, pela chegada do rei D. Pedro IV. a esta ilha.

## Abril
- 1 de abril - Chegada do rei D. Pedro IV à ilha do Faial, Açores.
- 6 de abril - Promulgação de um decreto reorganizando as alfândegas dos Açores.
- 6 de abril - Partem da Terceira com passagem pela ilha de São Miguel os Voluntários da Rainha junto com o Batalhão de Caçadores n.º 2. "Exército Libertador", que entrará para a História de Portugal como "Os Bravos do Mindelo";
- 26 de abril - Chegada do rei D. Pedro IV a Ponta Delgada, ilha de São Miguel, Açores.

## Maio
- 16 de maio - Constituição da Província dos Açores com sede em Angra do Heroísmo, ilha Terceira, Açores.
- 16 de maio - Criação do Tribunal da Relação dos Açores com sede em Ponta Delgada, ilha de São Miguel.
- 30 de maio - Nomeação do reverendo Dr. Bernardo do Canto Faria e Maia no cargo de governador temporal e visitador geral do bispado de Angra, Açores.

## Junho
- 27 de junho - Partida da esquadra liberal do porto de Ponta Delgada em direcção ao Reino.

## Julho
- 3 de julho - Início do funcionamento do Tribunal da Relação dos Açores.
- 26 de julho - Câmara do Brasil tenta dar golpe federalista, mas fracassa diante da reação do Senado.

## Outubro
- 6 de outubro - Incêndio da matriz da Vila do Porto, a Igreja de Nossa Senhora de Assunção, ilha de Santa Maria, Açores.

## Nascimentos
- 23 de janeiro - Édouard Manet, pintor francês (m. 1883).
- 27 de Janeiro - Lewis Carroll, matemático e escritor inglês (m. 1898)
- 5 de Abril - Jules Ferry, advogado, jornalista e político francês (m. 1893).
- 21 de Maio - Hudson Taylor, missionario protestante inglês na China (m. 1905).
- 12 de junho - Pierre Théoma Boisrond-Canal, presidente do Haiti de 1876 a 1879, em 1888 e em 1902 (m. 1905).
- 17 de Junho - Sir William Crookes, físico, químico e pesquisador espírita inglês (m. 1919).
- 11 de Julho - Charílaos Trikúpis, foi primeiro-ministro da Grécia (m. 1896).
- 16 de Julho - Mariano Baptista, presidente da Bolívia de 1892 a 1896 (m. 1907).
- 17 de Junho - C.B. Clarke, botânico britânico (m. 1906).
- 16 de Agosto - Wilhelm Wundt, filósofo e psicólogo alemão (m. 1920).
- 2 de Outubro - Edward Burnett Tylor, antropólogo do Reino Unido (m. 1917).
- 13 de novembro - Eugenio Montero Ríos, jurista e político espanhol (m. 1914).
- 16 de Novembro - Paul Cérésole, foi Presidente da Confederação suíça em 1873 (m. 1905).
- 15 de Dezembro - Gustave Eiffel, projetista da Torre Eiffel situada em Paris. (m. 1923).

## Mortes
- 4 de março - Jean-François Champollion, lingüista francês, decifrador dos hieróglifos egípcios (n. 1790).
- 22 de Março - Johann Wolfgang von Goethe, escritor alemão (n. 1749).
- 13 de Maio - Georges Cuvier, zoólogo francês (n. 1769).
- 31 de Maio - Evariste Galois, matemático francês (n. 1811).
- 6 de Junho - Jeremy Bentham, filósofo inglês (n. 1748).
- 21 de Junho - Amália de Hesse-Darmstadt, condessa de Hesse-Darmstadt e marquesa de Baden (n. 1754).
- 23 de Junho - James Hall, geólogo escocês (n. 1761).
- 22 de Julho - Napoleão II de França (n. 1811).
- 2 de Setembro - Franz Xaver, Baron von Zach, cientista austríaco (n. 1754).
- 15 de novembro - Jean-Baptiste Say, economista francês.

## Temáticos
Ciência
- Eventos ocorrendo: Charles Darwin faz a circunavegação a bordo do H.M.S.Beagle (1831-1836)

## Por tema
- 1832 no Brasil
- 1832 na ciência
- 1832 na literatura
- 1832 na música